# Mount Croghan
Mount Croghan est une ville située dans le comté de Chesterfield, dans l’État de Caroline du Sud, aux États-Unis. Lors du recensement de 2020, elle comptait 135 habitants.